# Sphagnum angustifolium
Sphagnum angustifolium là một loài rêu trong họ Sphagnaceae. Loài này được (Warnst.) C.E.O. Jensen mô tả khoa học đầu tiên năm 1896.

## Hình ảnh

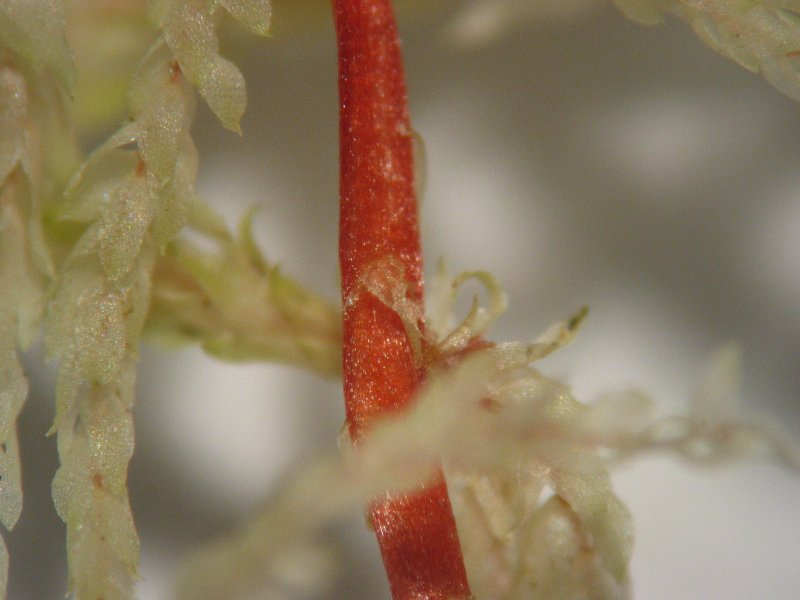
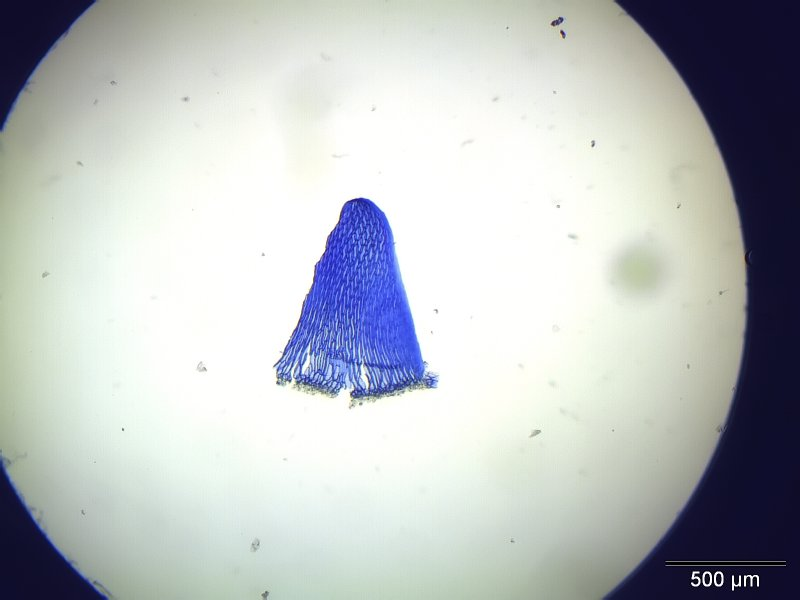
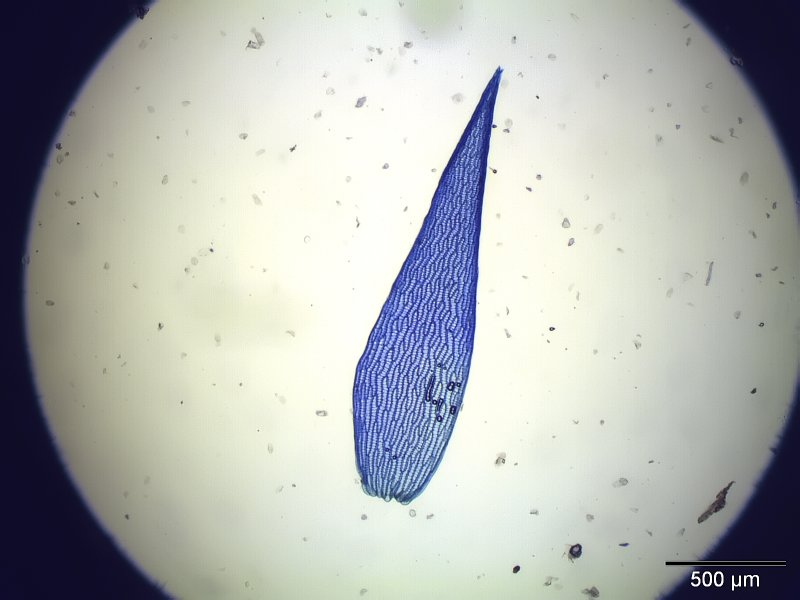
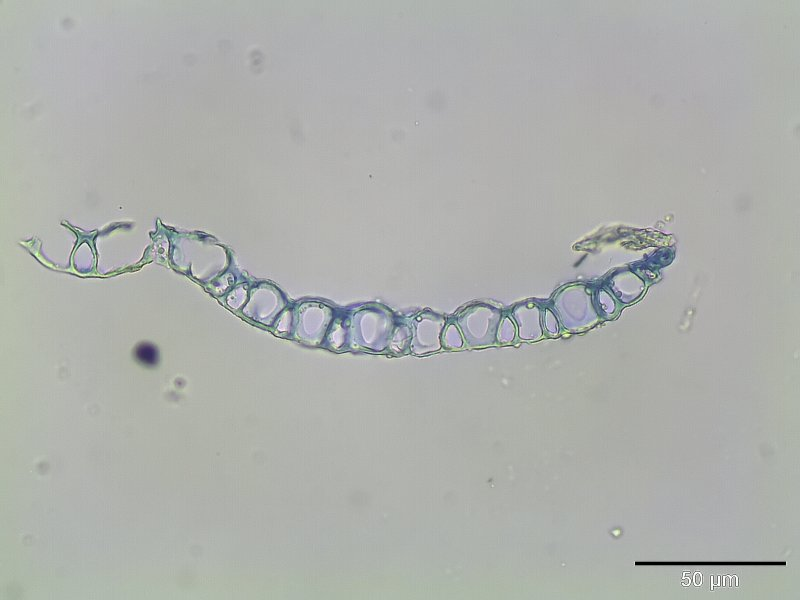